# Probatio diabolica
Probatio diabolica (letteralmente "prova del diavolo") è un'espressione latina in uso nel linguaggio legale di molti paesi.

## Descrizione
L'espressione viene usata per indicare una prova impossibile. Quando un sistema giuridico si trova di fronte a questa situazione in genere ricorre all'inversione dell'onere della prova o concede diritti aggiuntivi per la parte che si trova di fronte alla probatio diabolica.
In sostanza la mancanza della prova che contraddice l'affermazione data rende l'affermazione vera in un certo senso. Secondo la tradizione questo uso del termine si collega con l'idea che non vi sono prove per dimostrare che il diavolo esiste. Ma non si può provare che "il diavolo non esiste" in questo modo, quindi non si può escludere che il diavolo esista. Ovvero la pretesa di provare l'inesistenza di un fatto supposto o di una accusa mossa, la quale prova è impossibile da presentare logicamente.
Ad esempio in materia brevettuale tocca, secondo le regole ordinarie, al titolare di un brevetto dimostrare che un altro brevetto posteriore lede i suoi diritti, ma si concede un'inversione dell'onere della prova. In tal caso tocca al secondo che ha depositato il brevetto dimostrare che il prodotto è ottenuto in base ad altro procedimento, senza costringere il primo brevettante a rendere pubblici i suoi segreti industriali. In diritto italiano si vede un'applicazione di questo istituto, per quello che riguarda le azioni petitorie, nell'istituto dell'usucapione (la prova deve riguardare solo gli ultimi 20 anni). Oppure per i beni mobili il principio possesso vale titolo.
Si parla di probatio diabolica in relazione all'onere dell'attore di provare il suo diritto di proprietà nel caso intenti un'azione di rivendicazione. Per provare il proprio diritto, in questo caso, non basterà allegare il titolo d'acquisto (ad esempio contratto di compravendita, tipica modalità di acquisto a titolo derivativo), ma bisognerà risalire a chi abbia acquistato la proprietà a titolo originario. L'ordinamento facilita tale compito attraverso l'istituto dell'usucapione, in quanto trascorsi i termini previsti per l'usucapione, avvalendosi magari della successione nel possesso o dell'accessione del possesso, l'attore acquisterà la proprietà a titolo originario.
L'espressione probatio diabolica è anche utilizzata comunemente, nella prassi giudiziaria, come sinonimo di prova giudiziale altamente difficoltosa (seppure tecnicamente possibile), per motivazioni in punto di fatto o di diritto. 
In questo senso, si può rammentare la prova dell'atto interruttivo della prescrizione estintiva verificatosi mediante un atto di esercizio del diritto che si concreti in un comportamento materiale (es. il passaggio materiale sul fondo servente).